# Богин, Михаил Синаевич
Михаил Синаевич Богин (род. 4 апреля 1936, Харьков, УССР) — советский и российский кинорежиссёр и сценарист.

## Биография
Родился 4 апреля 1936 года в Харькове. В начале Великой Отечественной войны был вместе с родителями, инженером Синаем Абрамовичем Богиным (1905—?) и конструктором Анной Зиновьевной Локшиной (1909—?), эвакуирован в Свердловск. Отец работал в Наркомате среднего машиностроения СССР.
В 1954—1956 годах учился в Ленинградском политехническом институте. 
В 1962 году окончил режиссёрский факультет ВГИКа (мастерская Л. Кулешова).
В 1975 году эмигрировал из СССР.

## Фильмография
- 1965 — Двое (к/м) — режиссёр и соавтор сценария (с Ю. Чулюкиным)
- 1967 — Зося — режиссёр[4]
- 1970 — О любви — режиссёр и соавтор сценария (с Ю. Клепиковым)[5]
- 1973 — Ищу человека — режиссёр
- 1981 — Свидетель / Eyewitness (США) — актёр (роль Шломо Куприна)
- 1981 — Пророков нет в Отечестве своём (док. фильм о Владимире Высоцком, США[6]) — режиссёр
- 2007 — Дом на Английской набережной — режиссёр и сценарист
- 2008 — Мой бедный Марат — режиссёр

## Премии и награды
- 1965 — Приз ФИПРЕССИ[7] и Золотой приз в разделе короткометражных фильмов[источник не указан 4781 день] Московского международного кинофестиваля за фильм «Двое».